# Jonas (piłkarz)
Jonas Gonçalves Oliveira Felisbino (ur. 1 kwietnia 1984 w Bebedouro) – brazylijski piłkarz, który występował na pozycji napastnika. W latach 2011-2016 reprezentant Brazylii. Uczestnik Copa América 2016.

## Kariera klubowa

### Guarni
Karierę piłkarską Jonas rozpoczął w 2004 w drugoligowym brazylijskim klubie Guarani FC, którego jest wychowankiem. Zadebiutował w meczu z EC Santo André. Grając w Santo Andre strzelił 12 bramek w 25 spotkaniach.

### Santos
W 2006 Jonas przeszedł do Santosu FC, z którym zwyciężył w rozgrywkach Campeonato Paulista strzelając 5 bramek w 6 spotkaniach. Doznał potem poważnej kontuzji, która wykluczyła go na 6 miesięcy. W 2007 wrócił na boisko i pomógł Santosowi wygrać ligę São Paulo drugi raz z rzędu.

### Grêmio
12 września 2007 roku podpisał 4 letni kontrakt z Grêmio Porto Alegre. Grêmio wykupiło 50% praw do niego. Zadebiutował w derbach z Internacionalem i musiał w drugiej połowie opuścić boisko z powodu kontuzji. Po tym jak Grêmio kupiło kilku napastników Jonas stracił miejsce w jedenastce zespołu. W lipcu zdecydował opuścić klub.

#### Portuguesa (wypożyczenie)
1 lipca 2008 roku udał się na wypożyczenie do Portuguesy São Paulo. Sezon zakończył się spadkiem Portuguesy, ale Jonas zaliczył bardzo dobry sezon.

### Powrót do Grêmio z wypożyczenia
Po sezonie Jonas wrócił do Grêmio (sezon 2009). Zagrał w barwach tego klubu w Copa Libertadores 2009. Jonas zdobył 14 bramek w pierwszej lidze brazylijskiej 2009 i był jednym z najlepszych strzelców tej ligi.

### Valencia
24 stycznia został zawodnikiem Valencii. W Valencii zadebiutował 19 lutego 2011 w zremisowanym 0-0 meczu ze Sportingiem Gijón, zastępując w 79 min. Aritza Aduriza. Jego pierwszym golem w barwach Los Che był gol w meczu z Athleticiem Bilbao, który dał zwycięstwo 2-1. Jego drugi gol dla Valencii był gol z Realem Madryt, który zakończył się wynikiem 3-6 dla Realu. 1 listopada 2011 roku Jonas zdobył drugą najszybciej strzeloną bramkę w historii Ligi Mistrzów. Strzelił bramkę w meczu z Bayerem Leverkusen w 10 sekundzie meczu. 1 grudnia 2013 roku Jonas strzelił hat-tricka w 8 minut w wygranym meczu z grającej w dziesiątkę Osasuny. 1 września 2014 roku rozwiązał swój kontrakt z klubem.

### Benfica
12 września 2014 roku podpisał kontrakt z Benficą na dwa lata. 5 października zadebiutował w barwach Benfici w wygranym 4-0 meczu z Aroucą zdobywając 4 bramkę. 18 października strzelił pierwszego hat-tricka w barwach orłów w wygranym meczu trzeciej rundy Taça de Portugal Benfica pokonała Sporting Covilhã 3-2. 14 marca 2016 Jonas strzelił 2 bramki w meczu z Tondela, który Benfica wygrała 4-1, a Jonas został najlepszym strzelcem Benfici XXI wieku. 15 lipca Jonas otrzymał nagrodę dla najlepszego strzelca i najlepszego zawodnika ligi portugalskiej.

## Kariera reprezentacyjna
27 marca 2011 w wygranym 2:0 meczu ze Szkocją zadebiutował w reprezentacji Brazylii zastępując w 77. minucie Leandro Damião.